# Megalodon (recirculator)
Firma americană Inner Space Systems produce în anul 2002 aparatul recirculator în circuit închis Megalodon APECS cu senzori electrochimici, iar în anul 2007 varianta Megalodon COPIS tot în circuit închis dar cu injecție de oxigen în debit volumic constant și manual.
Ambele modele au fost special concepute pentru scufundări civile în peșteri, la epave, sau scufundări tehnice la mare adâncime.

În prezent pe plan mondial, se află în folosință peste 800 de unități de recirculatoare Megalodon.
Megalodon APECS este prevăzut cu trei senzori electrochimici Teledyne R-22D.

Monitorizarea parametrilor de funcționare ai aparatului și ai scufundării (adâncime, durată, presiune parțială a oxigenului-PPO2), se face cu două calculatoare separate.

Presiunea parțială a oxigenului (PPO2) poate fi setată la valorile de 0.4, 0.7, 1.0, 1.1, 1.2, 1.3 sau 1.4 bar).

Scafandrul poate monitoriza în orice moment informații critice asupra scufundării (PPO2, decompresie, adâncime) direct pe un afișaj electronic montat pe piesa bucală.
Amestecurile respiratorii folosite pot fi aer comprimat, Nitrox sau Trimix.
Furnizarea amestecului gazos se face automat prin intermediul unei supape automate de injecție.
Recirculatorul Megalodon APECS este certificat CE (EN 14143, EN 61508).
Varianta Megalodon COPIS funcționează tot în circuit închis, prin injecție manuală de oxigen prin intermediul supapei manuale, dar nu are senzorii electrochimici de monitorizare PPO2.

Scafandrul trebuie să monitorizeze PPO2 prin cei trei senzori de monitorizare ai aparatului.
Recirculatorul Megalodon COPIS poate fi folosit și pentru scufundări la altitudine în lacuri situate la altitudinea maximă de 4500 m. Setarea PPO2 în funcție de altitudine se face prin intermediul calculatorului, la următoarele valori:
| Altitudine (m) | PPO2 în aer (bar) | PPO2-100% O2 (bar) |
| -------------- | ----------------- | ------------------ |
| 0              | 0,21              | 0,96               |
| 380            | 0,20              | 0,90               |
| 840            | 0,19              | 0,90               |
| 1300           | 0,18              | 0,86               |
| 1750           | 0,17              | 0,81               |
| 2210           | 0,16              | 0,76               |
| 2740           | 0,15              | 0,71               |
| 3280           | 0,14              | 0,67               |
| 3890           | 0,13              | 0,62               |
| 4500           | 0,12              | 0,57               |

## Alte date tehnice (ambele modele)
- Adâncime maximă: 150 m
- Canistra cu absorbant de CO2: tip axial: capacitatea de 2,5 kg de SofnoLime 797 sau Sodasorb și durata de 4,5 ore; tip radial, durata este de 6...9 h.
- Capacitate sac respirator: 5 l.
- Greutate: 35 kg cu absorbant